# 波普拉夫卡 (切爾沃諾阿爾米西克區)
50°23′35″N 28°23′5″E / 50.39306°N 28.38472°E
波普拉夫卡（烏克蘭語：Поплавка）是烏克蘭北部的村莊，隸屬日托米爾州的日托米爾區。該村面積0.7平方公里，海拔高度223米，2001年人口73，人口密度每平方公里104.58人。